# Paracullia corti
Paracullia corti là một loài bướm đêm trong họ Noctuidae.